# سفارة النرويج في أفغانستان
سفارة النرويج في أفغانستان هي أرفع تمثيل دبلوماسي لدولة النرويج لدى أفغانستان. تقع السفارة في كابل وهي تهدف لتعزيز المصالح النرويجية في أفغانستان.

## وصلات خارجية
- قائمة سفارات النرويج
- قائمة السفارات في أفغانستان